# Высшее военно-морское училище подводного плавания
Эта статья о высшем учебном заведении, существовавшем до 1998 года. О ныне существующем вузе см. Санкт-Петербургский военно-морской институт
Высшее военно-морское училище подводного плавания имени Ленинского Комсомола — высшее военно-учебное заведение Военно-Морского Флота СССР и Российской Федерации, существовавшее в 1948—1998 годах.
Запланировано к воссозданию.

## История
В 1944 году было создано Ленинградское военно-морское подготовительное училище.
8 апреля 1948 года училище было переформировано в 1-е Балтийское высшее военно-морское училище.
В мае 1954 года училище было переименовано в 1-е высшее военно-морское училище подводного плавания.
В ознаменование 40-летия ВЛКСМ в 1958 году училищу было присвоено имя Ленинского Комсомола. Под наименованием Высшее военно-морское училище подводного плавания имени Ленинского комсомола оно просуществовало вплоть до реорганизации в 1998 году, когда в связи с так называемой оптимизацией военно-учебных заведений ВВМУПП имени Ленинского комсомола было объединено с Высшим военно-морским училищем имени М. В. Фрунзе и получило название Санкт-Петербургский военно-морской институт.
Располагалось по адресу: Санкт-Петербург, Морской переулок, дом 3.

## Начальники училища
- капитан 1 ранга Авраамов, Николай Юрьевич (1944—1946)
- контр-адмирал Никитин, Борис Викторович (1948—1953)
- контр-адмирал Кузнецов, Константин Матвеевич (1953—1955)
- вице-адмирал Египко, Николай Павлович (1955—1966)
- вице-адмирал Парамошкин Павел Иванович (1966—1973)
- вице-адмирал Неволин, Георгий Лукич (1973—1984)
- вице-адмирал Томко Егор Андреевич (1984—1992)
- контр-адмирал Малярчук, Богдан Михайлович (1992—1998)

## Выпускники
Более ста выпускников училища стали адмиралами, 16 офицеров удостоены высокого звания Героя Советского Союза и РФ.
- Контр-адмирал Аббасов, Абдулихат Умарович
- , контр-адмирал Дронов, Владимир Николаевич
- Капитан 1-го ранга Виноградов, Вячеслав Тимофеевич
- Вице-адмирал Голосов, Рудольф Александрович
- Капитан 1 ранга Ломов, Эдуард Дмитриевич
- Капитан 2-го ранга Бессонов, Всеволод Борисович
- Капитан 1 ранга Пыхин, Юрий Георгиевич
- Капитан 1 ранга Лячин, Геннадий Петрович
- Контр-адмирал Макеев, Владимир Михайлович
- Капитан 1 ранга Щербаков, Юрий Александрович
- Старший лейтенант Матвиенко, Вячеслав Владимирович
- Капитан 1 ранга Долонский, Денис Владимирович
- Капитан 1 ранга Юрченко, Юрий Иванович
- Капитан 1 ранга Бобров, Евгений Алексеевич
- Капитан 1 ранга Пархоменко, Виталий Иванович